# 4Q120

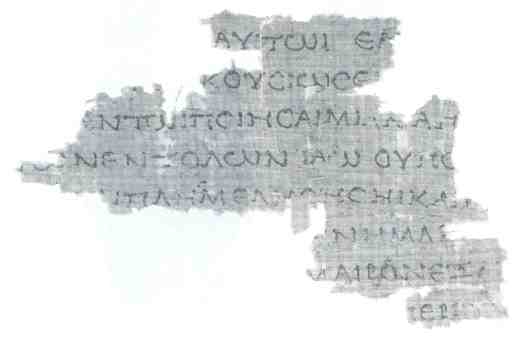
4Q120

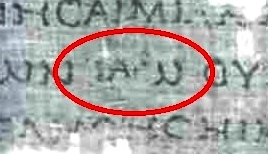
Goddelijke naam

Het manuscript 4Q120 (ook pap4QLXXLevb; VH 46; Rahlfs 802; LDAB 3452) is een septuagint-manuscript (LXX) van het bijbelboek Leviticus, gevonden in Qumran. Het manuscript behoort tot de Dode Zee-rollen.
Middels paleografisch onderzoek is de tekst gedateerd op de 1e eeuw v.Chr. 

## ΙΑΩ
Het manuscript toont het gebruik van het woord Ιαω om het tetragrammaton te vertalen van Leviticus 3:12 (frg. 6) en 4:27 (frg. 20).
Griekse tekst volgens A. R. Meyer:
Lev 4:27 
[αφεθησεται ]αυτωι εαν[ δε ψυχη μια] 

[αμαρτ]η[ι α]κουσιως εκ[ του λαου της] 

[γης ]εν τωι ποιησαι μιαν απ[ο πασων] 

των εντολων ιαω ου πο[ιηθησε] :220
Lev 3:12–13
[τωι ιαω] 12 εαν δ[ε απο των αιγων] 

[το δωρ]ον αυτο[υ και προσαξει εν] 

[αντι ι]αω 13 και ε[πιθησει τας χει] :221

## Huidige locatie
Het manuscript bevindt zich in het Rockefeller Museum in Jeruzalem.
- Gemeinsame Normdatei: 1129472744
- Virtual International Authority File: 9298149198352074940003